# 방만춘
방만춘(方萬春, 1825년 ~ ?)은 조선시대의 판소리 명창이다. 충청남도 서산시 해미 출신이며, 본관은 온양이다.

## 생애
11세 때 해미의 일락사(日落寺)에 들어가서 10년 동안 판소리를 전공하였다. 갑자기 목이 막히어 절망한 나머지 절의 기둥을 부둥켜안고 전신의 힘을 다하여 소리를 지르니, 절이 무너지는 듯한 소리가 터져 나왔다는 일화가 있다.
적벽가에 능했고 그의 더늠으로는 〈적벽가 불지르는 부분〉이 있으며, 아귀성음으로 유명하다. 그의 창본이 손자 방응규를 통하여 최근까지 전해졌으나, 현재는 행방불명 상태가 되었다.